# Love Child
Love Child är en låt av Diana Ross & the Supremes, utgiven som singel sent 1968. Dock är inspelningen bara på pappret en Supremes-singel då varken Mary Wilson eller Cindy Birdsong medverkade på den. De sjöng den däremot vid konserter.
Låten är skriven av R. Dean Taylor, Frank Wilson, Pam Sawyer, Deke Richards och Henry Cosby. Den skrevs efter ett möte på Motown då The Supremes två föregående singlar inte blivit särskilt stora hits. Låtskrivarna tacklade ett betydligt allvarligare ämne än vad som varit fallet med The Supremes tidigare låtar. Den handlar om en ung kvinna född utanför äktenskap, som nu själv riskerar att bli med barn, och är rädd att barnet ska gå samma fattiga öde till mötes som hon själv.

## Listplaceringar
| Lista (1968)   | Position              |
| -------------- | --------------------- |
| Australien     | 4 (Go Set)            |
| Danmark        | 13 (DR "Top 20")      |
| Irland         | 12                    |
| Kanada         | 1 (RPM)               |
| Nederländerna  | 19                    |
| Nya Zeeland    | 1                     |
| Schweiz        | 7                     |
| Storbritannien | 15                    |
| Sverige        | 7 (Kvällstoppen)      |
| Sverige        | 2 (Tio i topp)        |
| USA            | 1 (Billboard Hot 100) |